# FC Marisca Mersch
El FC Marisca Mersch es un equipo de Fútbol de Luxemburgo que juega en la División de Honor de Luxemburgo, la segunda división nacional.

## Historia
Fue fundado en el año 1908 en la ciudad de Mersch, y entre 1940 y 1944 en club se llamaba FK Mersch por la ocupación alemana a causa de la Segunda Guerra Mundial.
El club juega por primera vez en la Éirepromotioun en 1963, registra varias apariciones en la Copa de Luxemburgo y cuenta con secciones juveniles y de veteranos.

## Palmarés
- Primera División de Luxemburgo: 3

1963, 2012, 2020